# Udamopyga bartica
Udamopyga bartica är en tvåvingeart som först beskrevs av Charles Howard Curran och Walley 1934.  Udamopyga bartica ingår i släktet Udamopyga och familjen köttflugor.
Artens utbredningsområde är Guyana. Inga underarter finns listade i Catalogue of Life.